# Eduard Hach

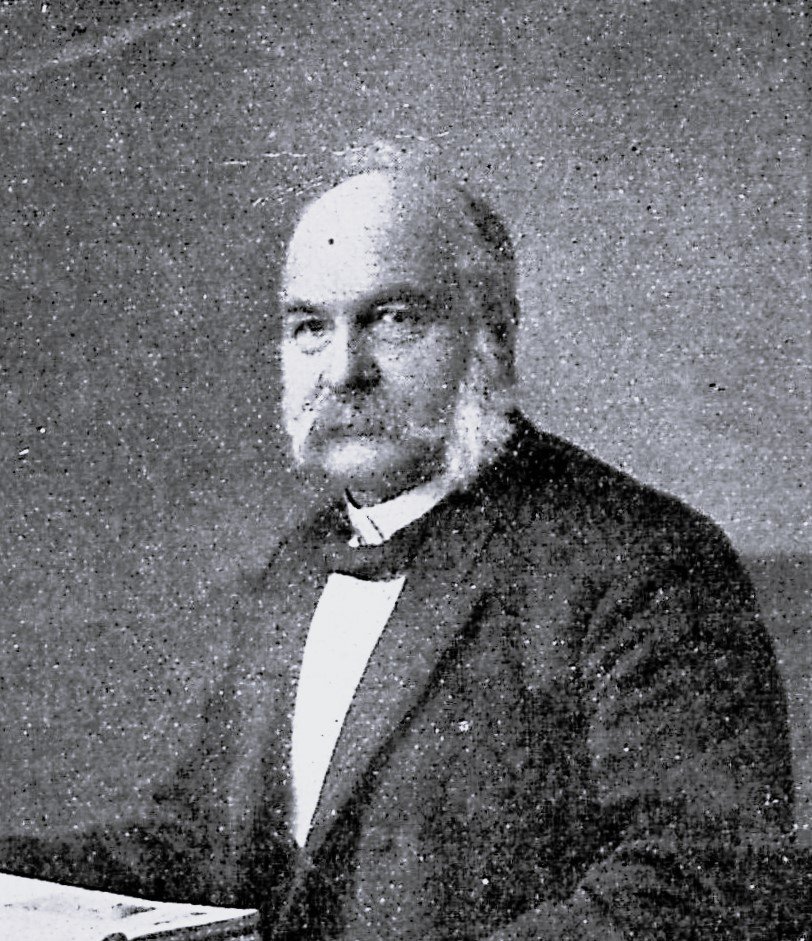
Eduard Hach

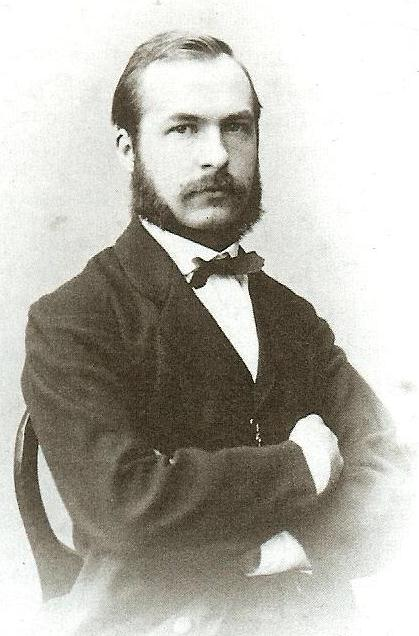
Eduard Hach, Foto von Hermann Linde der Ältere

Ernst Wilhelm Eduard Hach (* 23. Dezember 1841 in Lübeck; † 25. März 1917 ebenda) war ein deutscher Verwaltungsjurist, Historiker, Archivar und Heimatforscher.

## Leben

### Herkunft
Hach war der mittlere  von drei Söhnen des Lübecker Senators Hermann Wilhelm Hach und Enkel des Oberappellationsgerichtsrates Johann Friedrich Hach. Seine Mutter Johanna Ernestine (1811–1889) war die Tochter des Gerichtspräsidenten Heise. Adolph Hach und Theodor Hach waren seine Brüder.

### Laufbahn
Nach dem Besuch des Katharineums, das er 1860 als Primus Omnium abschloss, studierte er Rechtswissenschaften an den Universitäten Bonn, Berlin und ab 1862 Göttingen, wo er 1864 zum Dr. jur. promoviert wurde. Im Herbst desselben Jahres  bestand er das Juristische Examen vor dem Oberappellationsgericht der vier Freien Städte und erhielt die Zulassung als Advokat und Notar. Ab 1866 arbeitete er in der Stadtverwaltung, zunächst als Wissenschaftlicher Hilfsarbeiter des Kanzleisekretärs mit der Führung der Zivilstandsregister betraut. 1871 erhielt er eine feste Anstellung als 2. Senatssekretär und stieg 1885 zum 1. Senatssekretär (Protonotarius) auf. Dies sollte er bis 1905 bleiben.
Er war wie sein Vater und seine Brüder Mitglied der Gesellschaft zur Beförderung gemeinnütziger Tätigkeit und 1872 bis 1875 einer ihrer Vorsteher. Bei vielen der von der Gesellschaft betriebenen Einrichtungen war er im Vorstand vertreten: So war er 1869 bis 1876 Vorsteher der Industrieschule, 1881 bis 1890 Vorsteher der Gesangsklasse und von 1895 bis 1904 Vorsteher des Museums für Lübeckische Kunst und Kulturgeschichte. 
Nebenamtlich wirkte er im Archiv der Hansestadt Lübeck, das er 1907 zwischen dem Tod des Archivars Paul Ewald Hasse und dem Amtsantritt von Johannes Kretzschmar auch vorübergehend leitete. Es gelang ihm, die komplizierte Überlieferung und Rechtsverhältnisse der für Lübeck so wichtigen Privat-Wohltätigkeits-Anstalten (Stiftungen) zu ordnen und darzustellen.  Als einer der ersten erkannte er den Quellenwert der im Archiv verwahrten Rechnungsbücher und Testamente, denen er verschiedene Veröffentlichungen in der Zeitschrift des Vereins für Lübeckische Geschichte und Altertumskunde widmete. Die von ihm begonnenen Regesten der Bürgertestamente bildeten die Grundlage für ihre kritische Ausgabe durch Ahasver von Brandt. Seine Sammlung Lübecker Personalia und Berufe im Archiv ist noch heute ein Hilfsmittel, das in seiner Verläßlichkeit wohl unübertroffen ist.
Seine ausgedehnten archivalischen Studien begründeten seine reichen Kenntnisse der Lübeckischen Geschichte sowie deren Gesetzgebung Lübecks und dehnten sich auf das lübeckische Gewerbewesen aus. Zu seinen größeren Arbeiten in den Bänden der des Vereins der Lübeckischen Geschichte zählen unter anderem „Zur Geschichte der großen Orgel in der St. Jacobi-Kirche und das Epitaphium von Joachim Wulff“ und „Aus Paul Frenkins ältestem Testamentbuche 1503-1728“.
Hach liebte Musik und war auch kompositorisch tätig. Er war nicht nur Mitbegründer des 1886 aufgelösten Musikvereins, sondern wirkte von 1870 bis 1878 als deren Vorsitzender. Ebenfalls widmete er seine Tätigkeit auch der Lübecker Liedertafel und war von 1876 bis 1885 deren Präses. Für diesen Verein bearbeitete er, die vielfach als Quellenwerk der Lübeckischen benutzt wurde, die „Geschichte der Lübecker Liedertafel“. Seine Verdienste auf diesem Gebiet wurden durch die Verleihung der Ehrenmitgliedschaft des späteren „Lübecker Männerchores“ anerkannt. Er verfasste deren Festschriften zum vierzig- und fünfzigjährigen Jubiläum und erarbeitete den Real- und Zettelkatalog der reichhaltigen Bibliothek des Musikvereins, die 1876 vom Senat für die Stadtbibliothek erworben wurde. 
Seit 1869 dem „Verein für Lübeckische Geschichte und Altertumskunde“, er ernannte ihn zu seinem Ehrenmitglied, angehörend, war Er gleichzeitig längere Zeit des Museums der Lübeckischen Kunst und Kulturgeschichte.
Zunehmende Schwerhörigkeit ließ ihn sich aus der Öffentlichkeit zurückziehen.

### Familie
Seit 1870 war er verheiratet mit Helene, geb. von Großheim (* 20. Februar 1847 in Lübeck; † 28. April 1822 ebenda), Tochter des Begründers der „Großheimschen Realschule“ und Tante von Carl von Großheim. Das Paar hatte drei Töchter und sechs Söhne.

## Werke
- Die Lübecker Liedertafel während der ersten vier Jahrzehnte ihres Bestandes: 1842–1882. Für die Mitglieder als Manuskript gedruckt. Lübeck: Schmidt & Erdtmann 1883
- Die Lübecker Liedertafel während des fünften Jahrzehnts ihres Bestandes 1882–1892: Zum 50jährigen Stiftungsfeste für die Mitglieder. Lübec: Borchers 1892
- Verzeichnis der Privat-Wohltätigkeits-Anstalten in Lúbeck mit Angabe der Stiftungszwecke und der derzeitigen Verwaltung. Lübeck 1898
- Verzeichnis der Privat-Wohltätigkeits-Anstalten im Lübeckischen Freistaate. Lübeck 1901

posthum:
- Regesten der Lübecker Bürgertestamente des Mittelalters / auf Grund der Vorarbeiten von Eduard Hach ... bearb. und hrsg. von A. von Brandt. Lübeck: Schmidt-Römhild 1964ff